# Arcidiocesi di Pesaro

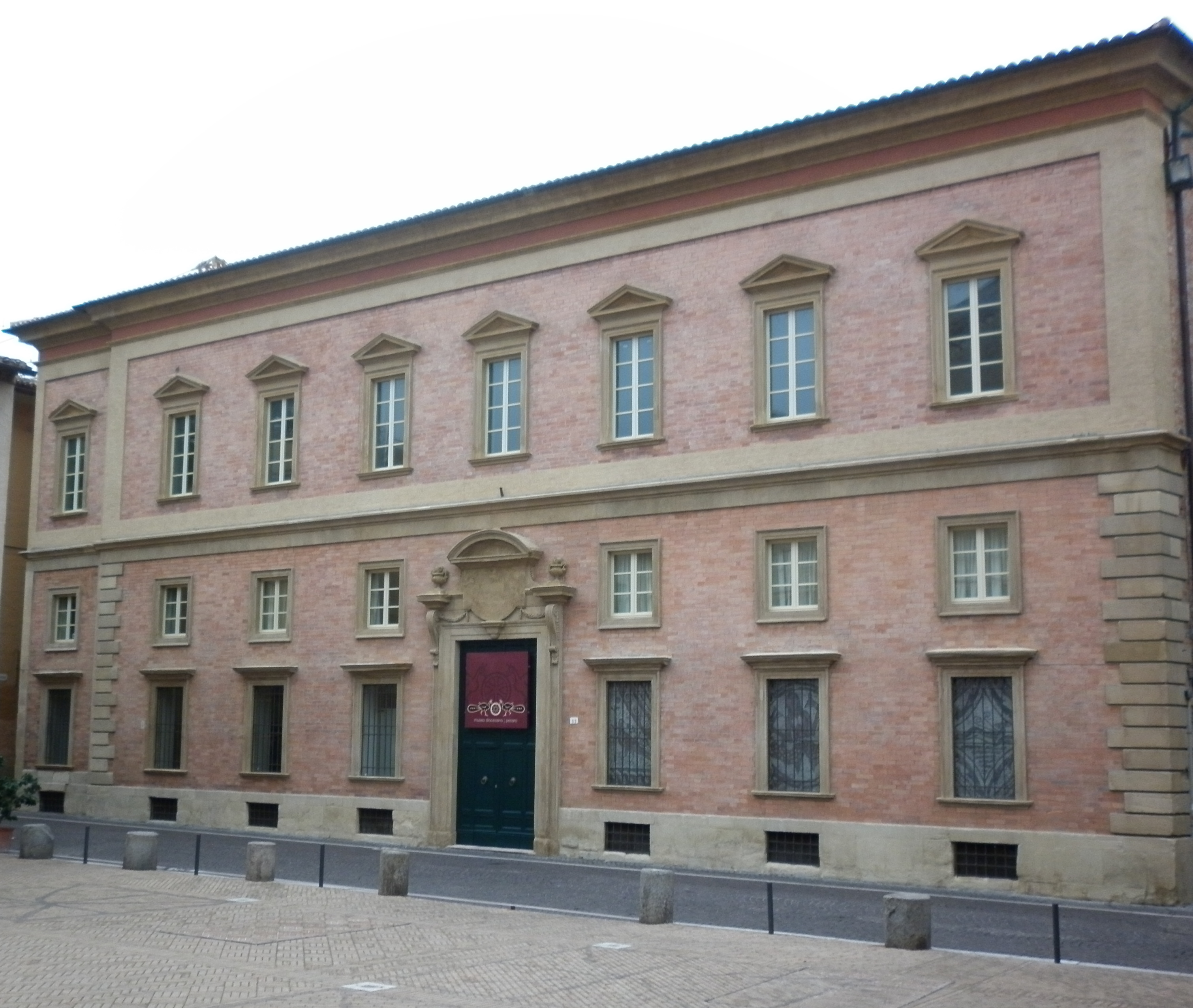
Palazzo Lazzarini, sede della curia arcivescovile di Pesaro; il palazzo ospita anche l'archivio, la biblioteca e il museo diocesano.

L'arcidiocesi di Pesaro (in latino Archidioecesis Pisaurensis) è una sede metropolitana della Chiesa cattolica in Italia appartenente alla regione ecclesiastica Marche. Nel 2023 contava 121 813 battezzati su 132 406 abitanti. È retta dall'arcivescovo Sandro Salvucci.

## Territorio
L'arcidiocesi occupa l'estremo lembo settentrionale della provincia di Pesaro e Urbino. Si estende sul territorio di sette comuni: Gabicce Mare, Gradara, Mombaroccio (esclusa la frazione di Montegiano, appartenente alla diocesi di Fano-Fossombrone-Cagli-Pergola), Montelabbate (esclusa la frazione di Ripe, ricompresa nell'arcidiocesi di Urbino-Urbania-Sant'Angelo in Vado), Pesaro, Vallefoglia (Sant'Angelo in Lizzola) e Tavullia.
Sede arcivescovile è la città di Pesaro, dove si trova la cattedrale di Santa Maria Assunta. Nella stessa città sorge anche la basilica minore dei Santi Decenzio e Germano.

### Parrocchie e vicarie
Il territorio si estende su 287 km² ed è suddiviso in 54 parrocchie, raggruppate in 6 vicarie foranee:
- vicaria di San Terenzio, comprende 8 parrocchie nel comune di Pesaro: Santa Maria Assunta (cattedrale), Santi Giacomo e Lucia, San Giuseppe, Sant'Agostino, Santi Cassiano e Eracliano, Santa Maria del Porto, Cristo Re e Sacro Cuore di Soria;
- vicaria di Santa Maria di Loreto, comprende 7 parrocchie nel comune di Pesaro: Santa Maria di Loreto, Cristo Risorto, Santa Veneranda, San Luigi Gonzaga, Santa Croce, San Carlo Borromeo, San Francesco d'Assisi;
- vicaria di San Martino, comprende 9 parrocchie nel comune di Pesaro: San Martino vescovo, San Pietro in Calibano, San Fabiano martire in Villa Ceccolini, San Paolo apostolo, Santa Maria delle Febbrecce, Santi Terenzio e Marina in Cattabrighe, San Matteo apostolo in Roncaglia, San Lorenzo martire in Case Bruciate, San Giovanni Battista in Babbucce;
- vicaria di San Michele Arcangelo, comprende 10 parrocchie nei comuni di Mombaroccio (Santi Vito e Modesto, Santa Susanna in Villagrande), Pesaro (San Pietro in Rosis in Ginestreto, Santa Maria dell'Arzilla, Santo Stefano in Candelara, San Michele arcangelo in Novilara, San Giuliano martire in Trebbiantico, San Sebastiano in Monteciccardo, San Michele Arcangelo in Montegaudio) e Vallefoglia (San Michele Arcangelo in Sant'Angelo in Lizzola)
- vicaria di Santa Maria Assunta, comprende 9 parrocchie nei comuni di Montelabbate (Santi Quirico e Giulitta, San Tommaso in Folia in Apsella, San Giovanni Bosco in Osteria Nuova), Pesaro (Santa Maria Regina in Borgo Santa Maria, San Paterniano in Pozzo Alto), Tavullia (San Lorenzo martire, San Donato in Belvedere Fogliense, Corpus Domini in Padiglione) e Vallefoglia (Santa Maria Assunta in Montecchio);
- vicaria di Sant'Ermete, comprende 11 parrocchie nei comuni di Gabicce Mare (Maria Santissima Immacolata, Sant'Ermete martire in Gabicce Monte, Santa Maria Annunziata in Ponte Tavollo, Santissima Trinità in Case Badioli), Gradara (San Giovanni Battista, Santo Stefano, Santa Sofia, San Michele arcangelo in Fanano, San Cassiano in Granarola) e Pesaro (Santa Maria in Colombarone, Sant'Andrea apostolo in Fiorenzuola di Focara).

### Provincia ecclesiastica
La provincia ecclesiastica di Pesaro, istituita nel 2000, comprende due suffraganee:
- la diocesi di Fano-Fossombrone-Cagli-Pergola;
- l'arcidiocesi di Urbino-Urbania-Sant'Angelo in Vado.

## Comunità religiose
Nell'anno 2017 sono presenti in arcidiocesi i seguenti ordini religiosi:

### Comunità religiose maschili
- Araldi della Buona Novella (Pesaro)
- Congregazione del Santissimo Sacramento (Pesaro, parrocchia Sacro Cuore di Soria)
- Ordine dei frati minori (Pesaro, chiesa di San Giovanni Battista; Mombaroccio, santuario Beato Sante)
- Ordine dei frati minori cappuccini (Pesaro, parrocchia San Francesco d'Assisi)
- Ordine dei frati minori conventuali (Pesaro, parrocchia San Pietro in Calibano)
- Missionari comboniani del Cuore di Gesù (Pesaro)
- Servi di Maria (Pesaro, santuario Madonna delle Grazie)
- Società dell'apostolato cattolico (Pesaro).

### Comunità religiose femminili
- Ancelle francescane del Buon Pastore (Pesaro)
- Piccole Ancelle del Sacro Cuore (Pesaro)
- Maestre Pie Venerini (Pesaro)
- Suore Missionarie della Fanciullezza (Pesaro)
- Maestre Pie dell'Addolorata (Pesaro, Ginestreto di Pesaro)
- Suore della Carità (Pesaro)
- Suore Scolastiche Francescane di Cristo Re (Pesaro)
- Eremite carmelitane (Monteluro di Tavullia)

## Storia
Secondo la tradizione sarebbe esistita una comunità cristiana a Pesaro già nel I secolo e la città sarebbe stata eretta in sede vescovile da papa Evaristo attorno al 120; secondo la devozione popolare il primo vescovo di Pesaro sarebbe stato san Terenzio, soldato originario della Pannonia, che avrebbe subito il martirio nella regione ed è il santo patrono della città e della diocesi. Questo santo è probabilmente da identificare con l'omonimo martire venerato a Todi, a cui sarebbe stata adattata la passio di san Terenzio di Luni.
Le cronotassi tradizionali pesaresi aggiungono, dopo Terenzio, altri tre santi vescovi. Di san Fiorenzo non si conosce nulla, se non la menzione che di questo vescovo viene fatta nella passio di san Terenzio, scritta nel XIII secolo, come suo successore. San Decenzio è noto, assieme a san Germano, per una passio medievale che tuttavia non ha alcun valore storico; secondo Lanzoni potrebbe trattarsi di un vescovo pesarese di età incerta, sepolto nella chiesa suburbana che porta il suo nome e che fu probabilmente la primitiva cattedrale diocesana. Infine le cronotassi pesaresi, dopo Fiorenzo e Decenzio, menzionano sant'Eracliano, che viene identificato con il vescovo italiano Eraclio (Ήράκλειος), di sede sconosciuta, che, secondo la testimonianza di Atanasio di Alessandria, sottoscrisse le decisioni del concilio di Sardica (343-344) pur senza avervi preso parte. I santi vescovi Terenzio, Decenzio e Eracliano sono raffigurati in un affresco della cripta della basilica dei santi Decenzio e Germano databile al VII secolo.
Il primo vescovo storicamente documentato è Germano, che partecipò al concilio romano indetto da papa Simmaco il 1º marzo 499; lo stesso vescovo, ma senza l'indicazione della sede di appartenenza, è ancora menzionato nell'agosto 501 e in una lettera di papa Gelasio I (492-496). Germano viene poi identificato con l'omonimo vescovo, di cui però non è mai indicata la sede di appartenenza, che venne inviato da papa Anastasio II (dopo il 24 novembre 496) a Costantinopoli come legato pontificio nella delicata questione dello scisma acaciano. Il successivo vescovo di Pesaro è Felice, documentato all'epoca di papa Pelagio II (578-590) e menzionato in alcune lettere di Gregorio Magno tra febbraio 595 e luglio 596.
I successivi vescovi pesaresi del primo millennio sono noti per la loro partecipazione ai sinodi i concili celebrati dai pontefici. Tra questi si possono ricordare Massimo e Beato, che figurano tra i vescovi che presero parte al concilio lateranense del 649 e a quello romano del 680 nei quali fu condannata l'eresia monotelita; Stabile, che prese parte al concilio del 769 durante il quale venne deposto l'antipapa Costantino II; e ancora Domenico nell'826, Ragubele (o Raguele) che fu presente ai sinodi dell'853 e dell'861 e di cui si conserva la lastra tombale, Domenico nell'869 e Adalberto nel 998-999.
Benché secondo lo storico Pietro Maria Amiani, la diocesi di Pesaro, a istanza di Carlo Magno, sia stata resa suffraganea della metropolia di Ravenna nel 787, in realtà non esiste alcuna documentazione in proposito, e la diocesi di Pesaro risulta sempre essere immediatamente soggetta alla Santa Sede fino al XVI secolo.
Nell'848 un'incursione saracena distrusse la cattedrale extraurbana, che Lanzoni identifica con la chiesa di San Decenzio, che fu ricostruita qualche anno dopo dal vescovo Raguele all'interno delle mura cittadine.
È documentata la presenza benedettina nel territorio pesarese fin dalla seconda metà del VI secolo nel monastero adiacente alla basilica di San Decenzio. Alla fine del X secolo vennero fondate due tra le più note abbazie benedettine della regione: quella di San Tommaso in Foglia, ove morì il 10 settembre 1047 papa Clemente II; e quella di Santa Croce di Monte Favale.
Il 4 giugno 1563 papa Pio IV elevò Urbino a sede metropolitana e la diocesi pesarese entrò a far parte della sua provincia ecclesiastica.
Nel 1575 fu decisa l'istituzione del seminario diocesano, in ottemperanza ai decreti del concilio di Trento, il cui edificio fu costruito a partire dal 1596.
In seguito al riordino delle circoscrizioni ecclesiastiche delle Marche, con la bolla Quo maiori dell'11 marzo 2000 Urbino perse la dignità metropolitica in favore di Pesaro, elevata al rango di arcidiocesi metropolitana con le attuali suffraganee.
Dal 7 gennaio 2023 è unita in persona episcopi all'arcidiocesi di Urbino-Urbania-Sant'Angelo in Vado.

## Istituzioni culturali diocesane
Nel 1984 il vescovo Gaetano Michetti ha aperto al pubblico la biblioteca e l'archivio storico diocesani. La biblioteca diocesana conserva un numero imprecisato di volumi, la cui parte più antica è costituita dal fondo librario del seminario vescovile, di cui esistono inventari dal Settecento. La biblioteca si articola nelle sezioni di storia locale e regionale, arte, biografia e agiografia.
L'archivio storico diocesano è costituito da una serie di fondi, di cui i principali, oltre a quello della curia arcivescovile, sono quelli della confraternita dell'Annunziata, del Santissimo Sacramento del duomo, della parrocchia del duomo, del Capitolo della Cattedrale e il fondo "Don Gabucci". La Soprintendenza Archivistica per le Marche ha riconosciuto l'archivio diocesano pesarese di notevole interesse storico.
Nel 2006 è stato aperto al pubblico il museo diocesano di Pesaro, costituito da una sezione archeologica ed una sezione storico-artistica. Tra le opere di maggior rilievo in esposizione si possono ricordare il sarcofago di San Decenzio di Ginestreto, risalente all'VIII secolo, con evidenti influssi longobardi nella decorazione; alcuni frammenti dell'originale tappeto musivo della vicina cattedrale, risalenti al IV secolo, in epoca paleocristiana; una rarissima pisside eburnea bizantina del VI secolo, probabilmente di origini ravennati; le innumerevoli statue lignee del periodo rinascimentale e barocco pesarese ed urbinate
Tutte e tre queste istituzioni culturali hanno sede nel palazzo Lazzarini, sorto nel 1788 come seminario diocesano e oggi sede della curia arcivescovile.

## Cronotassi dei vescovi
Si omettono i periodi di sede vacante non superiori ai 2 anni o non storicamente accertati.
- San Terenzio †
- San Fiorenzo † (?)
- San Decenzio † (?)
- Sant'Eracliano † (circa metà del IV secolo)
- Germano † (prima del 496 ? - dopo il 501)[7]
- Felice † (prima del 578/590 - dopo il 596)[8]
- Massimo † (menzionato nel 649)
- Beato † (menzionato nel 680)
- Andrea † (menzionato nel 743)
- Stabile (Stabilino) † (menzionato nel 769)
- Domenico † (menzionato nell'826)
- Ragubele (o Raguele) † (prima dell'853 - dopo l'861)
- Giuseppe † (menzionato nell'869)[11]
- Adone † (menzionato nell'877)
- Lorenzo † (menzionato nell'887)
- Rainerio † (fine del IX secolo)[12]
- Adalberto † (menzionato nel 998/999)[13]
- Anonimo †[14]
- Pietro I † (prima di giugno 1051 - dopo novembre 1061)
- Michele † (? - 1063 deposto)[15]
- Domenico † (prima di maggio 1065 - dopo maggio 1070)[16]
- Servus Dei † (menzionato nel 1096)[16]
- Bambone † (menzionato nel 1123)[16]
- Pietro II † (circa 1170 - 1175 deposto)
- Stefano † (menzionato nel 1177)
- Pietro II † (menzionato nel 1184) (per la seconda volta)
- Guido † (menzionato nel 1188)
- Enrico † (1190 - 1210 deceduto)
- Pietro III † (1210 - ?)
- Bartolomeo da Ancona † (1218 - 1256 deceduto)
- Uguccione † (prima del 3 luglio 1257 - 12 dicembre 1267 nominato vescovo di Jesi)
- Niccolò de' Fieschi † (16 febbraio 1268 - ?)
- Tommaso † (11 ottobre 1272 consacrato - ?)
- Francesco da Jesi, O.F.M. † (23 dicembre 1276 - 1283 deceduto)
- Accorsio † (13 dicembre 1283 - dopo il 4 giugno 1291 deceduto)
- Salvo, O.P. † (27 gennaio 1292 - 1292 deceduto)
  - Sede vacante (1292-1296)
- Pietro IV, O.F.M. † (1º gennaio 1296 - circa 1315 deceduto)
- Giunta † (1316 - 1316 deceduto)
- Pietro V, O.F.M. † (13 febbraio 1317 - 1343 deceduto)
- Francesco Vinoli, O.F.M. † (24 maggio 1343 - 1346 ? deceduto)
- Omodio † (26 giugno 1346 - 1353 ? deceduto)
- Biagio Geminelli † (29 gennaio 1354 - 21 agosto 1357 nominato vescovo di Chiusi)
- Enrico da Sessa † (21 agosto 1357 - 12 ottobre 1358 nominato vescovo di Ascoli Piceno)
- Nicolò de' Merciari † (12 luglio 1359 - 1º luglio 1370 nominato vescovo di Fermo)
- Leale Malatesta † (1º luglio 1370 - 10 gennaio 1374 nominato vescovo di Rimini)
- Niccolò † (1374 - 23 marzo 1374 nominato vescovo di Chioggia)
- Angelo Feducci, O.F.M. † (23 marzo 1374 - 1381 deposto)
  - Sede vacante (1381-1389)
- Francesco III † (1389 - 1398)
- Angelo Rocci † (23 dicembre 1398 - 1406)
- Antonio Casini † (1º ottobre 1407 - 20 luglio 1409 nominato vescovo di Siena)
- Bartolomeo Casini, O.S.B.Vall. † (20 luglio 1409 - 1419 deceduto)
- Giovanni Benedetti † (5 luglio 1419 - 1451 deceduto)
- Giovanni Paterna, O.F.M. † (1451 - 1470 ? deceduto)
- Barnaba Mersoni † (29 marzo 1470 - 29 maggio 1475 nominato vescovo di Terni)
- Tommaso Vincenzi † (29 maggio 1475 - 8 settembre 1478[17] deceduto)
- Lorenzo Maddaleni Capodiferro † (10 dicembre 1479 - 1487 deceduto)
  - Astorre Malvezzi † (1487 - 1487 deceduto) (vescovo eletto)[18]
  - Ascanio Maria Sforza † (1488 - maggio 1491 dimesso) (amministratore apostolico)
- Luigi Capra † (16 maggio 1491 - 13 agosto 1498[19] deceduto)
- Francesco Oricellai † (16 agosto 1499 - 1503 deceduto)
  - Giovanni de' Medici † (ottobre 1503 - 1504 dimesso) (amministratore apostolico)
- Francesco Riccardi † (27 maggio 1504 - 24 settembre 1508)
- Albertino della Rovere † (6 settembre 1508 - 1513 deceduto)
- Paride Grassi † (4 aprile 1513 - 10 giugno 1528 deceduto)
- Baldassarre Caetano Grassi † (10 giugno 1528 succeduto - luglio 1528 dimesso)
- Giacomo Simonetta † (17 luglio 1528 - 10 dicembre 1537 dimesso)
- Ludovico Simonetta † (19 dicembre 1537 - 1561 dimesso)
- Giulio Simonetta † (9 maggio 1561 - 27 maggio 1576 deceduto)
- Roberto Sassatelli † (4 giugno 1576 - 1586 deceduto)
- Cesare Benedetti † (28 maggio 1586 - 6 febbraio 1609 deceduto)
- Bartolomeo Giorgi (De Gregori), O.F.M. † (15 giugno 1609 - 1612 deceduto)
- Malatesta Baglioni † (16 luglio 1612 - 16 settembre 1641 nominato vescovo di Assisi)
- Giovanni Francesco Passionei † (27 novembre 1641 - agosto 1657 deceduto)
- Gianlucido Palombara † (1º aprile 1658 - 25 novembre 1666 deceduto)
- Alessandro Diotallevi, C.R.S.A. † (3 ottobre 1667 - 28 settembre 1676 deceduto)
- Girolamo Valvassori, O.E.S.A. † (11 gennaio 1677 - settembre 1684 deceduto)
  - Sede vacante (1684-1688)
- Alessandro Avio † (17 maggio 1688 - 2 ottobre 1702 nominato vescovo di San Severino Marche)
- Filippo Carlo Spada † (20 novembre 1702 - 19 dicembre 1738 dimesso[20])
- Umberto Luigi Radicati † (26 gennaio 1739 - 13 novembre 1773 deceduto)
- Marcantonio Conti † (28 febbraio 1774 - 2 marzo 1775 dimesso[21])
- Gennaro Antonio de Simone † (13 marzo 1775 - 18 agosto 1779 dimesso)
- Rocco Maria Barsanti, C.R.M. † (20 settembre 1779 - 16 ottobre 1784 deceduto)
- Giuseppe Maria Luvini, O.F.M.Cap. † (14 febbraio 1785 - 3 settembre 1790 deceduto)
  - Sede vacante (1790-1806)
  - Giuseppe Vincenzo Beni[22] † (24 gennaio 1794 - 12 gennaio 1806 deceduto) (amministratore apostolico)
- Andrea Mastai-Ferretti † (26 agosto 1806 - 26 giugno 1822 deceduto)
- Ottavio Zollio † (27 settembre 1822 - 24 maggio 1824 nominato vescovo di Rimini)
- Felice Bezzi † (24 maggio 1824 - 16 marzo 1828 deceduto)
- Filippo Monacelli † (15 dicembre 1828 - 30 gennaio 1839 deceduto)
- Francesco Canali † (8 luglio 1839 - 5 settembre 1846 deceduto)
- Giovanni Carlo Gentili † (12 aprile 1847 - 10 ottobre 1854 dimesso)
  - Sede vacante (1854-1856)
- Clemente Fares † (15 dicembre 1856 - 1º marzo 1896 deceduto)
- Carlo Bonaiuti † (22 giugno 1896 - 26 luglio 1904 deceduto)
- Paolo Marco Tei, O.F.M.Cap. † (14 novembre 1904 - 28 aprile 1916 deceduto)
- Bonaventura Porta † (22 marzo 1917 - 28 dicembre 1952 dimesso[23])
- Luigi Carlo Borromeo † (28 dicembre 1952 - 4 luglio 1975 deceduto)
- Gaetano Michetti † (4 luglio 1975 succeduto - 3 gennaio 1998 ritirato)
- Angelo Bagnasco (3 gennaio 1998 - 20 giugno 2003 nominato ordinario militare per l'Italia)
- Piero Coccia (28 febbraio 2004 - 12 marzo 2022 ritirato)
- Sandro Salvucci, dal 12 marzo 2022

## Statistiche
L'arcidiocesi nel 2023 su una popolazione di 132 406 persone contava 121 813 battezzati, corrispondenti al 92,0% del totale.
| anno | popolazione | popolazione | popolazione | presbiteri | presbiteri | presbiteri | presbiteri                | diaconi | religiosi | religiosi | parrocchie |
| anno | battezzati  | totale      | %           | numero     | secolari   | regolari   | battezzati per presbitero | diaconi | uomini    | donne     | parrocchie |
| ---- | ----------- | ----------- | ----------- | ---------- | ---------- | ---------- | ------------------------- | ------- | --------- | --------- | ---------- |
| 1950 | 76 900      | 77 500      | 99,2        | 111        | 81         | 30         | 692                       |         | 10        | 21        | 44         |
| 1970 | 101 100     | 101 007     | 100,1       | 122        | 79         | 43         | 828                       |         | 52        | 190       | 56         |
| 1980 | 112 600     | 115 400     | 97,6        | 115        | 70         | 45         | 979                       | 3       | 52        | 173       | 61         |
| 1990 | 112 000     | 113 400     | 98,8        | 119        | 72         | 47         | 941                       | 2       | 60        | 90        | 54         |
| 1999 | 113 210     | 114 423     | 98,9        | 105        | 67         | 38         | 1 078                     | 10      | 40        | 98        | 54         |
| 2000 | 113 180     | 114 685     | 98,7        | 103        | 66         | 37         | 1 098                     | 8       | 39        | 95        | 54         |
| 2001 | 116 215     | 117 506     | 98,9        | 104        | 69         | 35         | 1 117                     | 8       | 38        | 110       | 54         |
| 2002 | 115 478     | 117 205     | 98,5        | 105        | 69         | 36         | 1 099                     | 8       | 39        | 104       | 54         |
| 2003 | 117 200     | 119 890     | 97,8        | 107        | 69         | 38         | 1 095                     | 8       | 42        | 103       | 54         |
| 2004 | 117 017     | 120 697     | 97,0        | 110        | 67         | 43         | 1 063                     | 7       | 47        | 93        | 54         |
| 2013 | 125 550     | 132 600     | 94,7        | 102        | 61         | 41         | 1 230                     | 12      | 44        | 72        | 54         |
| 2016 | 124 742     | 131 942     | 94,5        | 90         | 53         | 37         | 1 386                     | 12      | 42        | 85        | 54         |
| 2019 | 125 740     | 133 398     | 94,3        | 86         | 55         | 31         | 1 462                     | 13      | 32        | 58        | 54         |
| 2021 | 122 392     | 130 952     | 93,5        | 79         | 47         | 32         | 1 549                     | 12      | 32        | 55        | 54         |
| 2023 | 121 813     | 132 406     | 92,0        | 72         | 47         | 25         | 1 691                     | 12      | 25        | 52        | 54         |